# Wolfgang Girke
Wolfgang Girke (* 1941 in Mainz) ist ein deutscher Slawist.
Nach dem Studium des Russischen und Englischen an der Universität Mainz promovierte Wolfgang Girke 1968 und trat danach eine Stelle als Assistent an der Universität Konstanz an. Dort habilitierte er sich 1977 und wurde im gleichen Jahr als Professor für slawische Sprachwissenschaft an die Universität Mainz zurückberufen, wo er bis zu seiner Pensionierung im Jahr 2006 blieb. Er ist ein Gründungsmitglied des slawistischen Konstanzer Kreises.
Girke veröffentlichte in den 1970er Jahren zusammen mit Helmut Jachnow Arbeiten zur sowjetischen Soziolinguistik, später arbeitete er vor allem zur Textlinguistik.
| Personendaten    | Personendaten     |
| ---------------- | ----------------- |
| NAME             | Girke, Wolfgang   |
| KURZBESCHREIBUNG | deutscher Slawist |
| GEBURTSDATUM     | 1941              |
| GEBURTSORT       | Mainz             |